# Bijou Theatre (Manhattan, 1917)
Ne doit pas être confondu avec Bijou Theatre (Manhattan).
Le Bijou Theatre est un théâtre de Broadway, situé à Manhattan, ouvert en 1917 et démoli en 1982. Il servit aussi de salle de cinéma.

## Histoire
Il est construit par les frères Shubert en 1917 au 209 Ouest de la 45e Rue à New York et est le plus petit théâtre qu'ils exploitent alors, avec une capacité de 603 sièges. Situé entre deux autres théâtres, le Morosco Theatre et l'Astor Theatre, il est conçu par l'architecte Herbert J. Krapp. Bien qu'il n'ait pas conservé le nom initialement prévu de Théâtre Français (on prévoyait d'y jouer des pièces françaises), il garde son décor "français". Outre la première saison de la comédie musicale Fancy Free à l'été 1918, mis en scène par J. C. Huffman (en) sur un livret de Dorothy Donnelly et d'Edgar Smith (en) — on y a accueilli des pièces de nombreux et divers auteurs, dont Sacha Guitry, John Galsworthy, AA Milne, James M. Barrie, Herman J. Mankiewicz, Leslie Howard, Anton Tchekhov, Henrik Ibsen, Luigi Pirandello, Graham Greene, Eugene O'Neill, William Saroyan et Seán O'Casey.
Le film britannique oscarisé Les Chaussons rouges passe au Bijou pendant 107 semaines, du 21 octobre 1948 au 13 novembre 1950.
À partir du 16 novembre 1950, sous le nom de Bijou, on y présente le film Cyrano de Bergerac de Michael Gordon, avec José Ferrer.
En 1951, le lieu devient le studio de radio n°62 de CBS, puis sous le nom de DW Griffith Theatre, on y passe des films d'art. En 1957, on y assiste à la première d'Une lune pour les déshérités d'Eugene O'Neill. Il devient ensuite le Toho Theatre et présente des films japonais, dont Les salauds dorment en paix d'Akira Kurosawa. On réduit sa taille par la suite en raison de l'agrandissement du théâtre Astor adjacent. Il redevient le Bijou Theatre en 1965 et accueille sans doute son plus grand succès — Mummenschanz — mais finit par être démoli en 1982, tout comme les théâtres adjacents, pour faire place au New York Marriott Marquis.

## Liens
- Ressource relative au spectacle :   - Internet Broadway Database